# Hypalastoroides bicinctus
Hypalastoroides bicinctus är en stekelart som först beskrevs av Carlos Schrottky 1911.  Hypalastoroides bicinctus ingår i släktet Hypalastoroides och familjen Eumenidae. Inga underarter finns listade i Catalogue of Life.